# Admiral Hotel (Mobile, Alabama)
El Admiral Hotel (también conocido como The Admiral y anteriormente conocido como Admiral Semmes Hotel) está ubicado en el centro de Mobile, Alabama. Este hotel histórico abrió sus puertas en 1940 y fue uno de los 32 hoteles fundadores incluidos, en 1989, en el programa Hoteles históricos de América del National Trust for Historic Preservation. El Admiral también fue el primer hotel en Mobile en proporcionar aire acondicionado y teléfonos en todas las habitaciones.

## Historia
Cuando se construyó, y hasta 2009, se conocía como el hotel Admiral Semmes, llamado así por Raphael Semmes, capitán del asaltante de comercio confederado CSS Alabama. Además del aire acondicionado y los teléfonos en todas las habitaciones, también contaba con una cafetería, una farmacia, un salón de cócteles e incluso una oficina de National Airlines. A fines de la década de 1960, el cantante Jimmy Buffett actuaba regularmente en el salón de cócteles Admiral's Corner ubicado en el hotel.
En 2014, después de ser comprado por Thrash Group, con sede en Mississippi, se sometió a una extensa renovación de $ 27 millones. Las renovaciones fueron supervisadas por el arquitecto James Flick de Flick Mars, con sede en Dallas.

## Descripción
El edificio tiene 12 pisos de altura y originalmente tenía 170 habitaciones. Después de la remodelación en 2014, ahora cuenta con 156 habitaciones estándar y cinco suites de lujo con varias habitaciones en el último piso. Tiene un estilo de la era de la depresión y mantiene sus características art deco, incluidas las puertas del ascensor. El interior tiene un aspecto más opulento con suelos de mármol y un balcón ovalado con vistas al vestíbulo, una gran escalera de caracol y una lámpara de araña.
El hotel ahora cuenta con dos restaurantes y una piscina al aire libre, así como los espacios originales para reuniones. Hay ocho áreas para eventos, incluido un salón de baile, que comprende 631,3 m cuadrados.

## Marca
- En 2009, fue conocido como The Radisson Admiral Semmes Hotel.
- En 2015, luego de la remodelación, pasó a formar parte de Hilton Curio Collection y pasó a llamarse The Admiral Hotel Mobile, Curio Collection by Hilton.[8]
- En abril de 2020, la marca cambió y pasó a llamarse The Admiral, A Wyndham Hotel .
- En julio de 2022 fue comprado por Avocet Hospitality Group y actualmente es conocido como The Admiral.